# PETER (computer)
De PETER was de eerste door Philips gebouwde computer. De afkorting PETER staat voor Philips Experimentele Tweetallige Electronische Rekenmachine.
De PETER werd gebouwd bij het Natuurkundig Laboratorium van Philips, door Wim Nijenhuis, Arie Slob en Adri Duivensteijn. In 1953 werd begonnen met de bouw, waarna de computer in 1958 voltooid werd.
PETER bestond uit elektronenbuizen, een trommelgeheugen, een ringkerngeheugen en een stekkerbord. De computer stond niet bekend als betrouwbaar, als gevolg van de slechte soldeerverbindingen en de onderdelen, die zich vaak nog in het ontwikkelstadium bevonden.
Ondanks de matige betrouwbaarheid heeft PETER ongeveer 3 jaar rekentaken voor Philips verricht. Zo werd gerekend aan kristallografie en deeltjesversnellers.
De computers STEVIN en PASCAL werden de opvolger van PETER. Deze computers bleken veel betrouwbaarder.